# هربرت سيلفستر كليمنتس
هربرت سيلفستر كليمنتس هو سياسي كندي، ولد في 8 نوفمبر 1865 في كندا، وتوفي في 30 نوفمبر 1939. حزبياً، نشط في حزب كندا المحافظ. وقد انتخب عضو مجلس العموم الكندي.